# Пулод Толис
Пулод Толис (24 сентября 1929 — 16 октября 1961) — советский таджикский писатель. Автор книг для детей.
Известен как автор автобиографической повести «Тобистон» («Лето»), по мотивам которой в 1967 году был снят фильм «Лето 1943 года».

## Биография
Родился 24 августа 1929 года в Ходженте, сын учителя Пулоджона Бобоева — одного из первых таджикских журналистов, активного борца за установление Советской власти, организатора комсомольских ячеек в Худжанде и Туркестанской АССР, члена партии с 1922 года.
Рано оставшись без отца, после 7 класса оставив школу, пошёл работать наборщиком в местную типографию, затем сменил несколько мест работы:

В 1944 году я работал в драмтеатре в Душанбе. Мне иногда предлагали играть роли юнцов. Основная же обязанность сводилась к тому, что приходилось производить различные шумы, то есть имитировать топот сапог, копыт, звук пулемета или порыв ветра. При показе трагедии «Отелло», например, я бил деревянным молотком по железной миске, имитируя звук стреляющих залпов из корабля Дездемоны…— из воспоминаний Пулода Толиса
В 1948 году поступил на факультет филологии Таджикского государственного университета, через год как лучший студент курса, был направлен в Москву в Литературный институт имени Горького, но был оттуда отчислен — выяснилось, что у него не было аттестата о среднем образовании.
В 1947—1949 годах издаются первые рассказы писателя, к началу 50-х годов он уже был признан как состоявшийся писатель, и вернувшись из Москвы стал завотдела в газете «Хакикати Ленинобод» («Ленинабадская правда»), ответственным секретарем ежемесячника «Пионер», редактором в Таджикском государственном издательстве.
С 1953 года — ответственный секретарь, а затем редактор журнала Союза писателей Таджикиской АССР «Шарки сурх» («Красный Восток») в Душанбе. Член КПСС с 1955 года.

### Самоубийство
В 1960 году был снят с должности редактора журнала, не мог трудоустроиться, уехал в Худжанд, но и в местную газету «Хакикати Ленинобод», где он раньше работал, его не взяли.
В течение семи месяцев у писателя не было определенного места работы.
16 октября 1961 года в возрасте 32-х лет покончил с собой (повесился).
Причины самоубийства остались невыясненными. Известно, что снятие с должности главного редактора журнала последовало за тем, как в 1959 году в составе представителей Советского Союза он посетил Австрию. Это зарубежное турне могло быть расценено местной элитой как совершённое писателем «не по рангу». Хотя в 1961 году на Съезде писателей СССР было принято решение дать ему другую должность, местными таджикскими чиновниками это решение было саботировано.
Поэт Убайд Раджаб говорил, что «словоблудия должностных лиц приносили Пулоду огорчения. Поняв суть происходящих явлений, он впал в уныние», а по словам писателя Масъуда Муллоджанова: «Всё дело было в местном творческом климате, а не в Москве. Его убили невнимание и человеческая зависть…».
Похоронен на Центральном кладбище Душанбе.

## Творчество
Известный поэт Файзулло Ансори сказал мне однажды полушутя, что и у нас в таджикской литературе появился свой Толстой.
 «Как? — не поверил я. — Свой Толстой?».
 «Только не Лев Николаевич, а Пулоджон Толстой», — сказал Ансори.
«Толис» — псевдоним писателя, это ассимиляция фамилии Толстой, которого любил его отец, мечтавший увидеть сына великим писателем.
Первый рассказ «Братья» был опубликован в 1946 году в газете «Ленинабадская правда», через год вышел сборник «Чарогхо» («Рассказы»), затем последовали «Чавони» («Молодость», 1950), «Дар сари рохи калон» («На большой дороге», 1954), «Хикояхои дах сол» («Рассказы десяти лет», 1957).
Самое известное и самое читаемое произведение П. Толиса — автобиографичная повесть «Тобистон» («Лето»), Экранизирована в 1967 году. Над повестью писатель работал четыре года, в 1954—1958 годах, впервые была опубликована в 1959 году в журнале «Шарки Сурх», вскоре переведена на русский язык и опубликована в журнале «Дружба народов». В 1960 году повесть была издана всесоюзным издательством «Детская литература». Переведена на узбекский, латышский, эстонский, киргизский и другие языки народов СССР.
Переводил с русского на таджикский язык произведения А. Герцена, А. Толстого, А. Чехова, М. Горького.
После смерти писателя были изданы: «Повести и рассказы» («Повеет ва хикояхо») (1966), «Избранное» («Мунтахабот») (1982).
Многие рассказы для детей («Дети нашего кишлака» (1950), «Мой козлёнок» (1950), «Муравьишка» и др.) издавались отдельными небольшими книжками, входили во сборники для детей.
В двухтомное «Собрание сочинений» (1975,1976) вошли: 3 повести, 73 рассказа (в том числе 22 рассказа для детей), 4 фельетона, 1 пьеса, 7 публицистических произведений и 45 переводов.

### Издания
- Муравьишко: Сказка. Для дошкол. и мл. школ. возраста / Пулод Толис; Худож. Г. Шаркунова. — Душанбе: Ирфон, 1972. — 15 с. (тираж 100 000 экз.)

## Награды
- Орден «Знак Почёта» (24 апреля 1957)[2]
- Медаль «За трудовую доблесть» (23 октября 1954)[3]

## Память
- Именем Пулода Толиса названа улица в Душанбе.